# آلتامورا
شهر  آلتامورا (به ایتالیایی: Altamura) با جمعیت ۶۸٬۳۷۳ نفر  در ناحیه آپولیا در کشور ایتالیا واقع شده‌است.